# Ver'te mne, ljudi
Ver'te mne, ljudi (Верьте мне, люди) è un film del 1964 diretto da Vladimir Berenštejn, Il'ja Jakovlevič Gurin e Leonid Lukov.